# Verfassung der Niederlande
Die heutige Verfassung der Niederlande geht auf die Jahre 1814/15 zurück, als das Königreich der Vereinigten Niederlande begründet wurde. Sie ist eine der ältesten noch gültigen Verfassungen der Welt und hat ihre Wurzeln in der Verfassung der Batavischen Republik von 1798 im Zuge der Französischen Revolution. Modell stand die französische Déclaration des Droits de l’Homme et du Citoyen, wichtige Unterschiede lagen in den individuellen Freiheiten der Bürger und der christlichen Nächstenliebe.
Eine wichtige Verfassungsänderung, die zur Entstehung des parlamentarischen Systems in den Niederlanden führte, stammt von 1848. Als einen weiteren Meilenstein bezeichnet man die Änderungen im Zusammenhang mit der pacificatie von 1917, als das allgemeine Wahlrecht eingeführt wurde. Im Jahr 1954 wurde die Verfassung, die bis dahin nur aus dem Grondwet voor het Koninkrijk der Nederlanden bestand, um das Statuut voor het Koninkrijk der Nederlanden ergänzt. Damit wurde das Kolonialreich in ein neues Gebilde umgewandelt. Die letzte größere Revision fand 1983 statt, damals wurde ein Großteil des Textes neu formuliert.

Der Hauptautor der Verfassung von 1814: Gijsbert Karel van Hogendorp. Bildnis am Beurs World Trade Center in seiner Geburtsstadt Rotterdam

## Verfassungsgeschichte

### Republik 1579–1795
Infolge des Aufstandes von 1568 waren die (nördlichen) Niederlande von Habsburg-Spanien unabhängig geworden, was im Westfälischen Frieden 1648 anerkannt wurde. Die einzelnen Provinzen waren in der Utrechter Union zusammengeschlossen, der dazu geschlossene Vertrag von 1579 stellt allerdings keine Verfassung dar, enthielt aber für Holland und Zeeland das Grundrecht auf individuelle Glaubensfreiheit. Hinter dem Begriff „Republik der Sieben Vereinigten Niederlande“ sind Aristokratien zu verstehen, in denen die Patrizier der Städte und der Landesadel die Führung innehatten. Trotz der Vormacht der Provinz Holland mussten auch die anderen Provinzen ihre Zustimmung zur gemeinsamen Politik geben. Im 17. Jahrhundert wurden die Niederlande noch als ordentlich, sicher und verlässlich betrachtet, danach, als die übrigen Länder Europas ihre Verwaltung modernisierten, als weniger effizient und altmodisch.
Die ersten Niederländer, die an eine Verfassung im modernen Sinne einer geschriebenen Verfassungsurkunde dachten, stammten aus der Bewegung der patriotten der 1780er Jahre – die Patrioten wollten im Sinne der Aufklärung das Bürgertum an der politischen Macht beteiligen. Vorbild der Verfassungsbefürworter war zum Teil die Entwicklung in Nordamerika; sie wiesen darauf hin, dass dem lange Zeit so verehrten Utrechter Vertragsdokument von 1579 Merkmale wie die Volkssouveränität, Grundrechte und eine Abgrenzung der Staatsaufgaben fehlten.

### Französische Zeit 1795–1813

Departements von 1798

1795 marschierten die Franzosen der Revolution in die Niederlande ein und eine Batavische Republik wurde gegründet. Eine Staatsregeling voor het Bataafsche Volk lag 1798 vor, nachdem französischer Druck die Verhandlungen in der niederländischen Nationalversammlung beschleunigt hatte. Die Verfassung orientierte sich am französischen Direktorium. Es handelte sich bei der Staatsregeling jedoch nicht um eine sklavische Nachahmung der französischen Verfassung von 1795, wie es eine ältere Historiografie sah, so der Staatsrechtler Wyger Rykele Elzo Velema.
Zwar übernahm die sehr umfangreiche Staatsregeling die Lehre der Gewaltenteilung, wies aber der Legislative die höchste Macht zu. Das Parlament bestand aus zwei gewählten Kammern. Aus seiner Mitte wählte das Parlament fünf Personen, die eine Art Regierung bildeten. Die Provinzen wurden durch Departements nach französischem Muster ersetzt; zwischen Volk und nationaler Volksvertretung sollte es keine Instanzen mehr geben. 1801 wurde auf Druck des französischen Ersten Konsuls Napoléon jedoch eine neue Staatsregeling eingeführt, die der Verfassungsentwicklung in Frankreich folgte. Außerdem gelang es nicht, das zentralistische System im Lande zu verankern.
Am dazugehörigen Referendum nahmen weniger als zwanzig Prozent der Wahlberechtigten teil, weswegen man die Zuhausegebliebenen kurzerhand als Befürworter rechnete. Die neue Staatsregeling vom Oktober 1801 stärkte die Exekutive, deren Mitglieder teils vom Parlament gewählt und teils durch Kooptation und durch die Departements bestimmt wurden. Die Parlamentsmitglieder wurden ernannt, und die Gesetzesinitiative lag bei der Exekutive. Durch eine territoriale Neuordnung entsprachen die Departements nun großteils den alten Regionen und bekamen die alten Namen wieder. Wie die Gemeinden erhielten die Departements einige Befugnisse. Erstmals wurde ein Nationaal Gerechtshof eingerichtet.

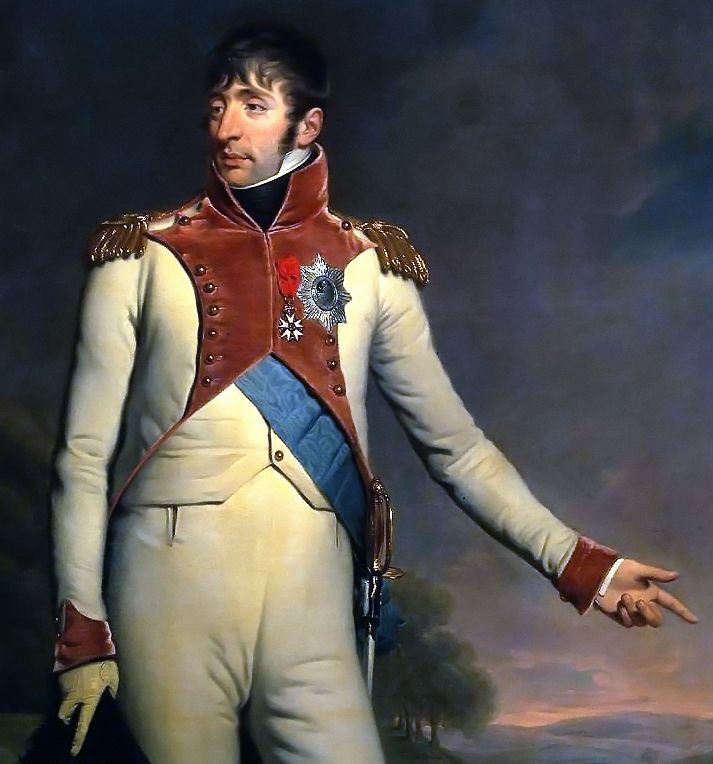
Louis Bonaparte, König von Holland 1806–1810

Wieder war es Napoléon, mittlerweile Kaiser, der im Herbst 1804 eine neue Staatsregeling wollte. Die Regierung sollte nur noch eine Person an der Spitze haben, wozu Napoleon den batavischen Abgesandten zu Paris ausersehen hatte, Rutger Jan Schimmelpenninck. Bei einer Wahlbeteiligung von weniger als fünf Prozent kam die neue Staatsregeling 1805 zustande. Dem raadspensionaris (Ratspensionär, ein Begriff aus der Zeit der Republik) stand ein gesetzgebendes Organ von nur 19 Mitgliedern gegenüber. Die Rechte der unteren Ebenen wurden zugunsten des raadspensionaris wieder eingeschränkt.
Da Schimmelpennincks Regierung nicht den Erwartungen Napoléons entsprach, richtete der Kaiser ein Königreich Holland ein, mit seinem Bruder Louis Bonaparte als König. 1810 wurden die Departements des Königreiches jedoch von Frankreich annektiert, da Louis den Anweisungen Napoléons unzureichend nachkam. Unter dem Generalgouverneur für die départements de la ci-devant Hollande, Charles François Lebrun, wurden Präfekten in den Departements und maires in den Gemeinden eingesetzt.
L. Prakke schreibt zusammenfassend über die französische Zeit, dass man in fünfzehn Jahren die gesamte Skala der Konsequenzen der Revolution erlebt habe. Die Formen und Einrichtungen der alten Republik fanden ein Ende, ohne dass die nachfolgenden Regime lange genug Bestand hatten, um Wurzeln zu schlagen.

### Die Verfassung des Königreichs 1814/15

Das Vereinigte Königreich der Niederlande 1815–1830, zusammen mit dem Großherzogtum Luxemburg in Personalunion

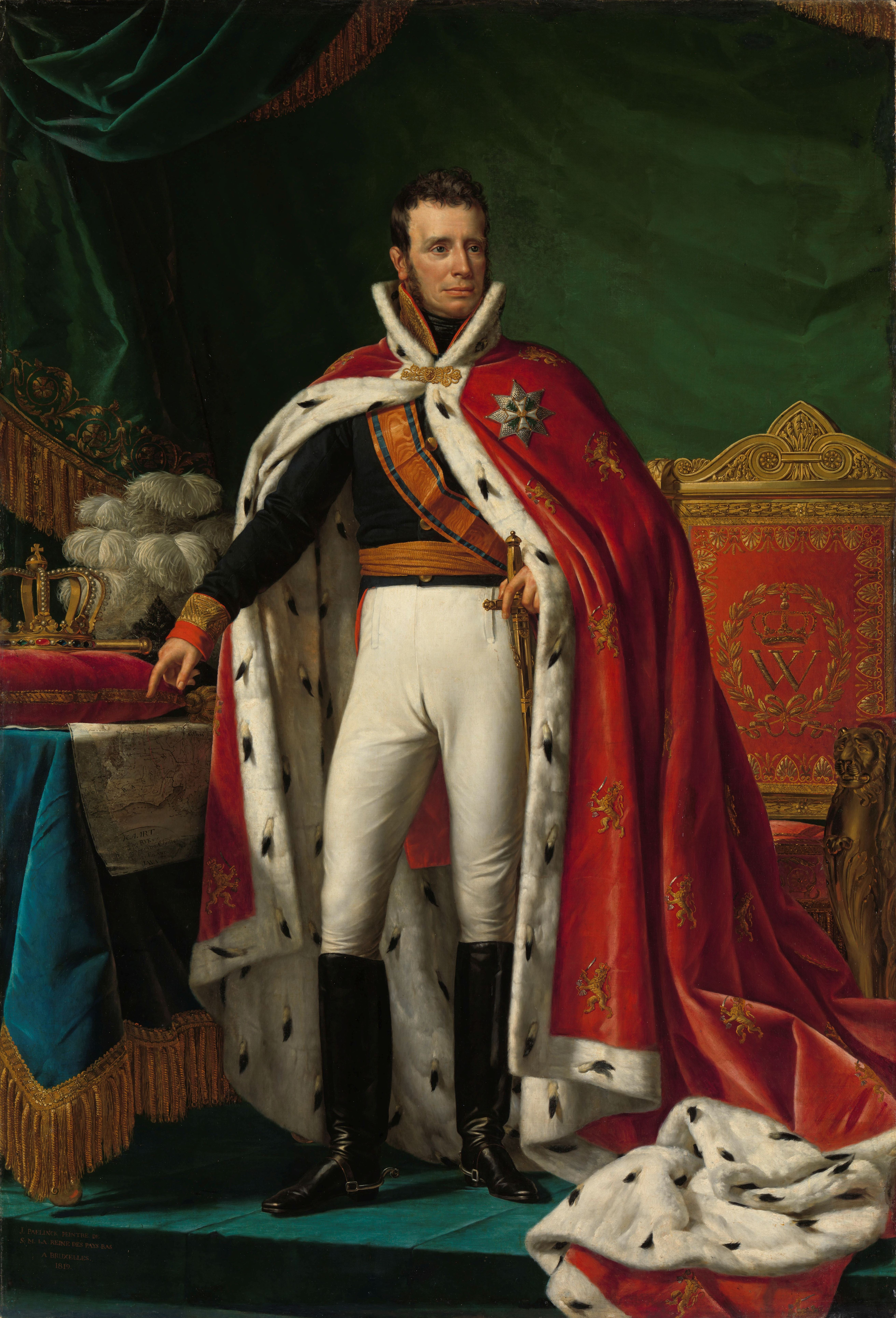
König Wilhelm I. der Niederlande (1815), der von 1815 bis 1840 herrschte

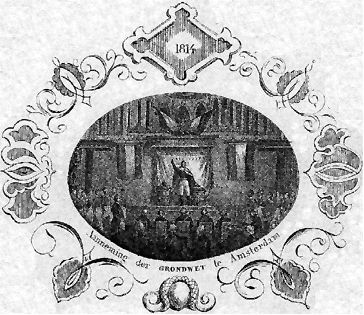
Verabschiedung der Verfassung der Niederlande, Gravur von 1814

Nachdem Napoleons Macht sich zu neigen begonnen hatte, beendete Wilhelm Friedrich, Prinz von Oranien-Nassau, sein fast 19-jähriges Exil. Am 30. November 1813 (rund einen Monat nach der Völkerschlacht bei Leipzig) landete er bei Scheveningen in der Nähe von Den Haag. Um seine beginnende Herrschaft nicht zu gefährden, verkündete er am 2. Dezember, er wolle die ihm angebotene Souveränität nur bei Annahme einer Verfassung akzeptieren. Den niederländischen Staatsrechtlern ist es wichtig zu betonen, dass die Verfassung nicht vom König oktroyiert sei. Schon die Proklamation der Herren Kemper und Fannius Scholten, die am 1. Dezember 1813 dem Oranier die Souveränität zusprach, habe eine Verfassung genannt.
Der Entwurf für die Verfassung stammte von dem Juristen Gijsbert Karel van Hogendorp. Im Stile des ancien régime sprach er vom Grundgesetz noch oft im Plural, im Sinne von grundlegenden Verfassungsprinzipien. Trotz der rhetorischen Rückgriffe auf die alte Zeit und das Betonen der Tradition übernahm sein Entwurf allerdings das aus französischer Zeit stammende Konzept des Einheitsstaates. Mit dem entsprechenden Artikel in der Grondwet von 1814 lässt sich das Nebeneinander von Alt und Neu gut veranschaulichen: De Staten-Generaal vertegenwoordigen het geheele Nederlandsche Volk. Der Begriff Staten-Generaal war zwar alt, bezeichnete aber nicht mehr eine Gesandtenversammlung wie in der Republik der sieben Provinzen, sondern eine nationale Volksvertretung wie in der Staatsregeling von 1798.
Charakteristisch für die Grondwet voor de Vereenigde Nederlanden (das Grundgesetz für die Vereinigten Niederlande) vom 30. März 1814 sind die erbliche Königswürde und eine zentral organisierte Rechtsprechung.
Schon 1815 musste die Verfassung reformiert werden, denn auf dem Wiener Kongress fielen die ehemals österreichischen Niederlande (das spätere Belgien) an Wilhelms Staat. Die Grondwet voor het Koninkrijk der Nederlanden, auf Französisch: Loi fondamentale du Royaume des Pays-Bas, führte das Zweikammersystem ein, also die Aufteilung des Parlaments in zwei Kammern. Die Mitglieder der Ersten Kammer wurden vom König auf Lebenszeit ernannt, die der Zweiten Kammer für drei Jahre gewählt, wobei jedes Jahr ein Drittel abtrat. Einige neue Grundrechte wie das Petitionsrecht und die Pressefreiheit wurden eingeführt.

### Änderungen 1840 und 1848

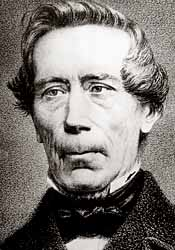
Johan Rudolf Thorbecke (1798–1872), liberaler Staatsmann und Reformer der Verfassung 1848

Durch die Verselbstständigung Belgiens 1830 und die Anerkennung dieser Tatsache durch die Niederlande 1839 wurde eine Verfassungsänderung notwendig. Um die Dominanz der Provinz Holland in der niederländischen Politik zu beschränken, wurde sie in die Provinzen Noord-Holland und Zuid-Holland geteilt. Ansonsten wollte die niederländische Regierung bei der Revision von 1840 ursprünglich nur die veränderte internationale Situation berücksichtigen. Doch die Zweite Kammer erzwang die Einführung einer zumindest strafrechtlichen Ministerverantwortlichkeit; entsprechend mussten auch die Minister ihr contraseign geben, ihre Unterschrift unter königliche Beschlüsse. Kortmann beschreibt dies als einen Schritt zu „selbstständigen, nicht an den König gebundenen Ministern“. Von Bedeutung war auch die Änderung im Haushaltsrecht: Der gesamte Staatshaushalt musste alle zwei Jahre festgestellt werden, ohne Unterschied zwischen normalen und außerordentlichen Haushalten. Die Änderung von 1840 trug zum Thronverzicht des konservativen, eher absolutistisch orientierten König Wilhelm I. bei.

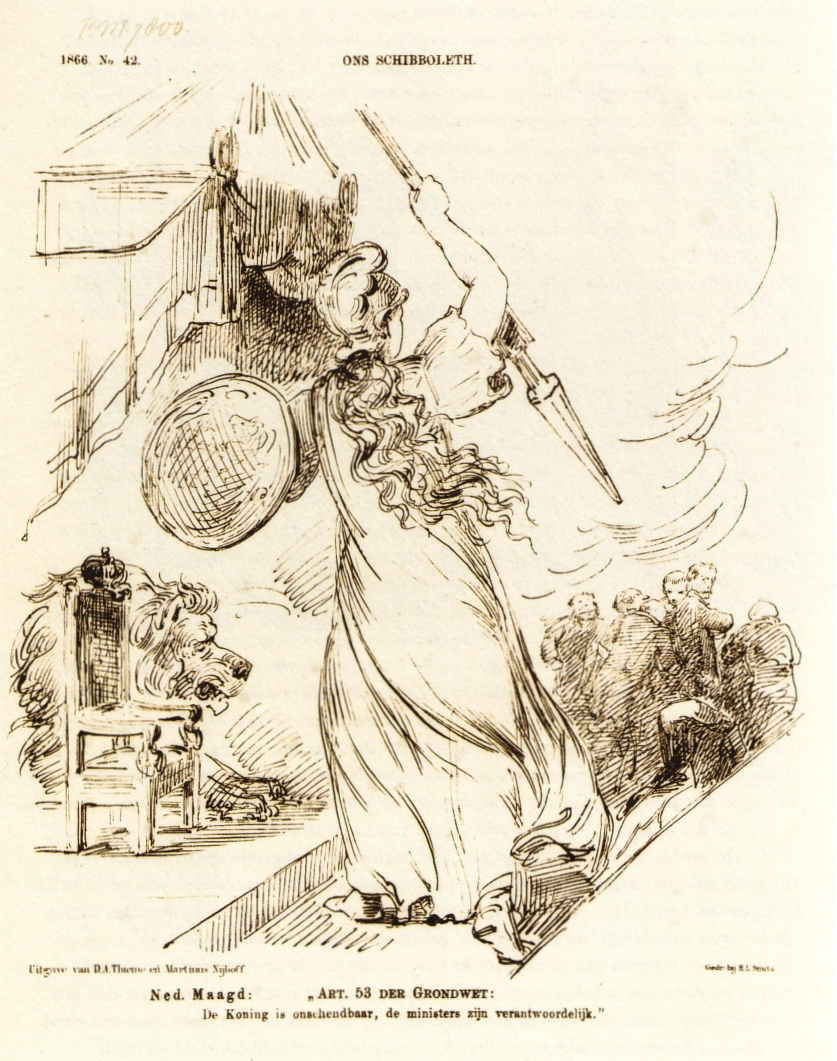
Die Niederländische Jungfrau beschützt den Thron und den „holländischen Löwen“ gegen die Minister, Karikatur im De Nederlandsche Spectator, 1866, in Anlehnung an Artikel 53 über die Ministerverantwortlichkeit

Eine liberale Strömung unter Anführung von Johan Rudolf Thorbecke wollte eine Verfassung, die weniger auf den Monarchen ausgerichtet war, das direkte Wahlrecht für die Volksvertretungen sowie eine politische Verantwortlichkeit der Minister. Die Zweite Kammer verwarf allerdings 1844 eine entsprechende Vorlage, die Thorbeckes Kollegium der Negenmannen (Neun Männer) eingebracht hatte.
1848 ging von Frankreich aus eine revolutionäre Bewegung durch ganz Europa. Daher willigte König Wilhelm II. ein, eine Reihe von liberalen Forderungen zu verwirklichen. Zwölf Änderungsentwürfe vom 19. Juni 1848 wurden am 11. Oktober 1848 Gesetz. Die neue Verfassung trat dann am 3. November in Kraft. Diese Reform etablierte die Verfassungsstrukturen, wie sie auch heute noch im Großen und Ganzen in den Niederlanden gelten. Neu war die politische Ministerverantwortlichkeit, genauer, die Pflicht der Minister, der Zweiten Kammer Auskünfte zu erteilen. Zweite Kammer, provinciale staten (Parlamente der Provinzen) und Gemeinderäte wurden direkt gewählt, die Erste Kammer durch die provinciale staten. Der frühere König Wilhelm I. hatte seinerzeit noch Einfluss auf die Organisation der katholischen Kirche in den Niederlanden nehmen wollen, aber die reformierte Verfassung erkannte nun die Freiheit der Kirchenorganisation an und ebnete den Weg zur Wiederherstellung der bischöflichen Hierarchie 1853.
Es dauerte allerdings noch bis 1866/68, bis endgültig nicht mehr der König, sondern de facto die Zweite Kammer die Zusammensetzung des Kabinetts bestimmte.

### Ausweitung des Wahlrechtes 1884

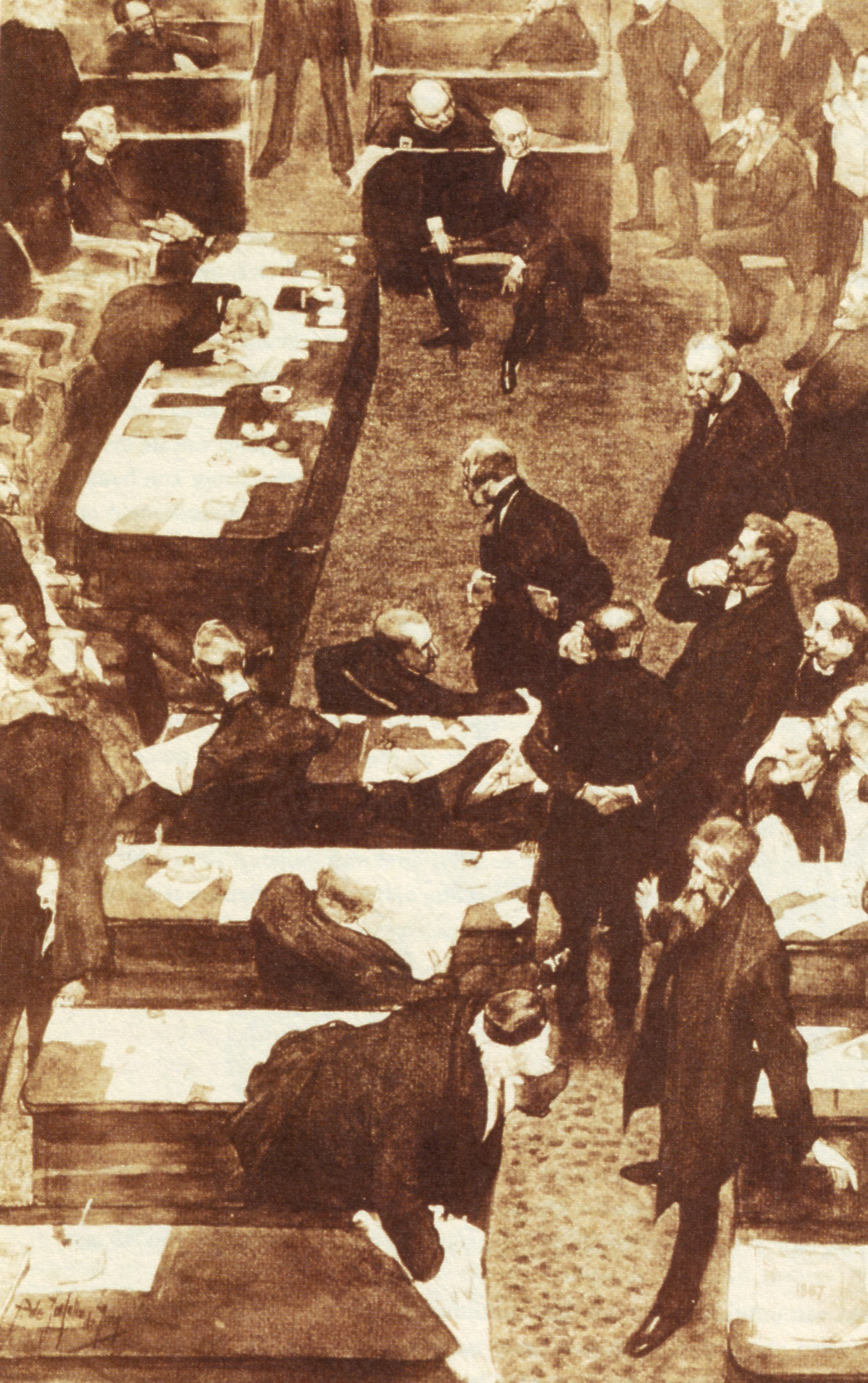
Verhandlungen über die Verfassungsänderung in der Zweiten Kammer, 1887

Die Verfassungsreform von 1884 (eine ausführlichere folgte 1887) hatte große Folgen für die Entwicklung des Wahlrechtes. Männer durften der neuen Bestimmung zufolge wählen, wenn sie Zeichen der Eignung und des gesellschaftlichen Wohlstandes zeigten. Das eröffnete dem Gesetzgeber die Möglichkeit, das Wahlrecht nicht mehr auf einer Censusgrundlage zu gestalten, also nicht vom Steueraufkommen eines Mannes abhängig zu machen.

### „Pacificatie“ 1917
Nach 1887 spielten im politischen Streit vor allem ein allgemeines Wahlrecht sowie die Schulfrage eine große Rolle. Nichtkonfessionelle und konfessionelle Parteien stritten darum, ob der öffentliche und der besondere Schulunterricht finanziell einander gleichgestellt werden sollten. Anders formuliert: Die protestantischen und katholischen Parteien wollten, dass die religiösen Schulen, trotz privater Trägerschaft, vom Staat bezahlt werden.

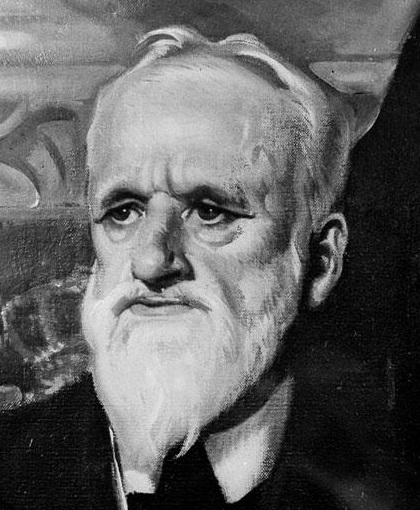
Pieter Cort van der Linden, von 1913 bis 1918 Vorsitzender des Ministerrates (bis 1945 Titel des Ministerpräsidenten)

Nachdem 1903, 1907 und 1913 Bemühungen zum allgemeinen Wahlrecht gescheitert waren, rückten die Parteien im Ersten Weltkrieg näher zueinander. Während des Kabinettes unter dem Parteilosen Pieter Cort van der Linden gelang die entscheidende Einigung. Sie ging unter dem Namen pacificatie (Friedensschaffung) in die Geschichte ein. Die Nichtkonfessionellen, damals in erster Linie die Liberalen, stimmten der staatlichen Finanzierung der religiösen Schulen zu, im Gegenzug gaben die Konfessionellen beim Wahlrecht nach. Die Verfassungsreform 1917 brachte das allgemeine Männerwahlrecht, und die Möglichkeit wurde eröffnet, das Frauenwahlrecht folgen zu lassen. Hinzu kam der Wechsel vom Mehrheitswahlrecht zum Verhältniswahlrecht, sowohl auf nationaler wie auch auf Provinz- und Gemeindeebene.
Das Jahr 1917 gilt mit der „Pacificatie“ nach 1848 als der zweite größere Einschnitt im niederländischen Verfassungsleben. Zum ersten Mal nach dem allgemeinen Männerwahlrecht wurde im Juli 1918 gewählt, Frauen durften, durch Gesetz von 1919, erstmals 1922 wählen. Wegen der anhaltenden Stärke vor allem der konfessionellen Parteien änderte sich zunächst nicht viel, mit Ausnahme des Aufkommens von Splitterparteien. Die Einführung der Verhältniswahl, die durch die neuartige Kandidatenbenennung auch die Parteileitungen stärkte, war somit bedeutender als das allgemeine Wahlrecht, urteilt der Historiker J. J. Woltjer.

### Änderungen in der Zwischenkriegszeit
Die weiteren Verfassungsänderungen bis zum Zweiten Weltkrieg sind vergleichsweise unbedeutend. 1922 wurde u. a. das System der Thronfolge verändert und das Frauenwahlrecht, das bereits 1919 per Gesetz eingeführt worden war, kam in die Verfassung. Die Reform von 1938 ermöglichte die Einsetzung von Ministern ohne Geschäftsbereich, andererseits durfte ein Minister kein Parlamentsmitglied mehr sein. Nicht durch die Zweite Kammer gelangte der Vorschlag, dass „revolutionäre“ (sprich: kommunistische) Volksvertreter ihr Mandat verlieren konnten.

### Entkolonialisierung 1946–1963

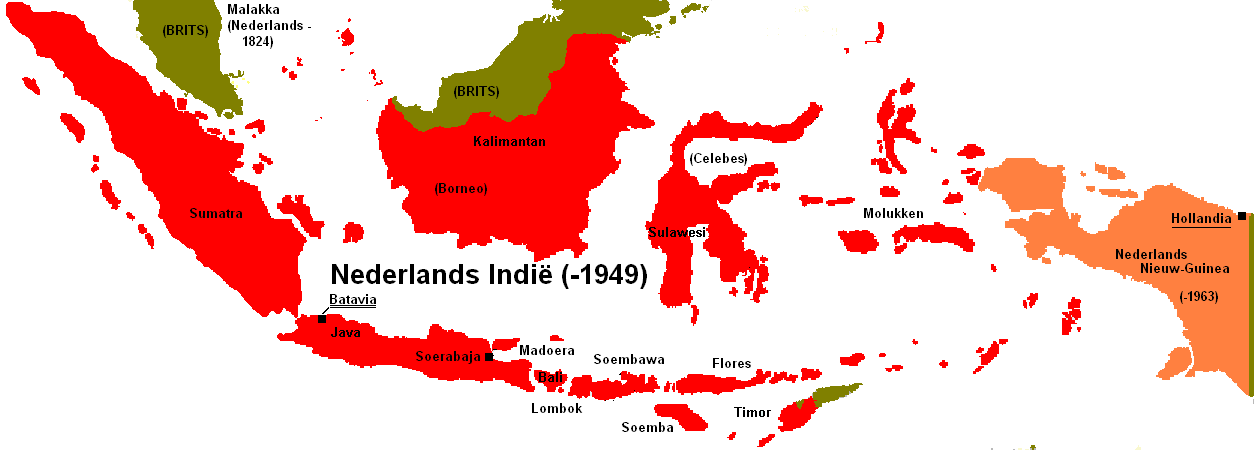
Niederländisch-Indien

Von 1940 bis 1944/1945 waren die Niederlande von Deutschland besetzt, so dass das Parlament nicht tagen konnte. Die Entwicklungen in der Kolonie Niederländisch-Indien machten alsbald Verfassungsänderungen nötig. Bei der Reform von 1946 sollten die Beziehungen zu den overzeese gebiedsdelen (überseeischen Gebietsteilen) erneuert werden, wie schon 1942 angekündigt worden war; außerdem versuchte man erfolglos, Verfassungsänderungen allgemein zu erleichtern. Wichtig war die Änderung des damaligen Artikels 192, demzufolge die Regierung keine Wehrpflichtigen gegen ihren Willen nach Übersee schicken durfte. Die Änderung trat aber erst im August 1947 in Kraft, kritisiert der Historiker Loe de Jong, als bereits zwei Divisionen kurz zuvor – verfassungswidrig – ausgesandt worden waren.
Eine größere Reform erfolgte 1948, als dem Gesetzgeber erlaubt wurde, von der Verfassung abzuweichen, sofern der Übergang zu einer neuen Rechtsordnung in Übersee dies erforderlich machen sollte. Das kam allerdings zu spät, um die Entwicklungen im indonesischen Unabhängigkeitskrieg in verfassungskonformen Bahnen zu halten. In jenem Jahr wurden auch Staatssekretäre (im Sinne von Unterministern) eingeführt, und das Einkommen eines Königs, der auf den Thron verzichtet, wurde geregelt. Damals war Königin Wilhelmina zugunsten ihrer Tochter Juliana zurückgetreten.
1954 kam ein Statut für das Königreich (Niederlande und die Kolonien) hinzu (siehe unten). 1956 wurde die Verfassung abermals wegen Indonesien verändert: Bei der Souveränitätsübergabe hatten beide Länder eine Niederländisch-Indonesische Union unter der niederländischen Krone vereinbart. Diese nie realisierte Union wurde 1956 endgültig von Indonesien abgelehnt, und sie verschwand nun aus der Verfassung. Außerdem erhöhte sich die Zahl der Parlamentsmitglieder, in der Zweiten Kammer von 100 auf 150 und in der Ersten Kammer von 50 auf 75.
Bei der Reform 1963 strich man auch Niederländisch-Neuguinea heraus, das kurz zuvor über die Vereinten Nationen an Indonesien übertragen worden war.

### Spätere Reformen
Eine Teilreform 1972 beschäftigte sich mit den Zahlungen für den König und andere Mitglieder des Königshauses sowie an ehemalige und amtierende Parlamentarier. Das aktive Wahlrecht wurde auf 18 Jahre gesenkt.
Bereits nach der Verfassungsänderung von 1963 hatte der lange Anlauf zur großen Reform von 1983 begonnen. 1966 veröffentlichte eine Abteilung des Innenministeriums einen ganz neuen Verfassungstext, der viele Reaktionen hervorrief. Die 1967 eingesetzte staatscommissie Cals-Donner unter der Leitung von Jo Cals und André Donner stellte 1971 ihren Schlussbericht vor, ebenfalls mit neuem Text, von dem viel in die spätere Reform von 1983 eingeflossen ist. Das Kabinett von Joop den Uyl legte 1974 den Kammern eine entsprechende nota vor. Es wurde schnell deutlich, dass keine Einigung über die Streitpunkte Kabinettsformation und Wahlsystem erreicht werden konnte. Bei der ersten Lesung 1976 scheiterten von 39 schließlich vier Vorschläge, einen zog die Regierung selbst zurück. Bei der zweiten Lesung wurde von 34 nur ein Vorschlag abgelehnt.
Am 17. Februar 1983 traten die Änderungen in Kraft. Sie machten das Grundgesetz kürzer und systematischer. Die staatsrechtliche Terminologie, seit 1848 unverändert, wurde modernisiert. Auf das doppeldeutige Wort Kroon (Krone) verzichtet das Grundgesetz seitdem, und wo das Wort Koning (König) im Sinne von Regierung verwendet wurde, steht nun regering (Regierung).
Nach 1983 kam es noch mehrmals zu eher kleineren Verfassungsänderungen. Unter anderem wurde die Wehrpflicht ausgesetzt, und die Möglichkeit für internationale militärische Friedensmissionen eröffnet. Hatte der König früher eine indirekte Rolle bei der eigentlichen Bildung einer Regierung gespielt, hat diese Aufgabe nun die Vorsitzende der Zweiten Kammer.

## Inhalt des Grundgesetzes

### Grundrechte

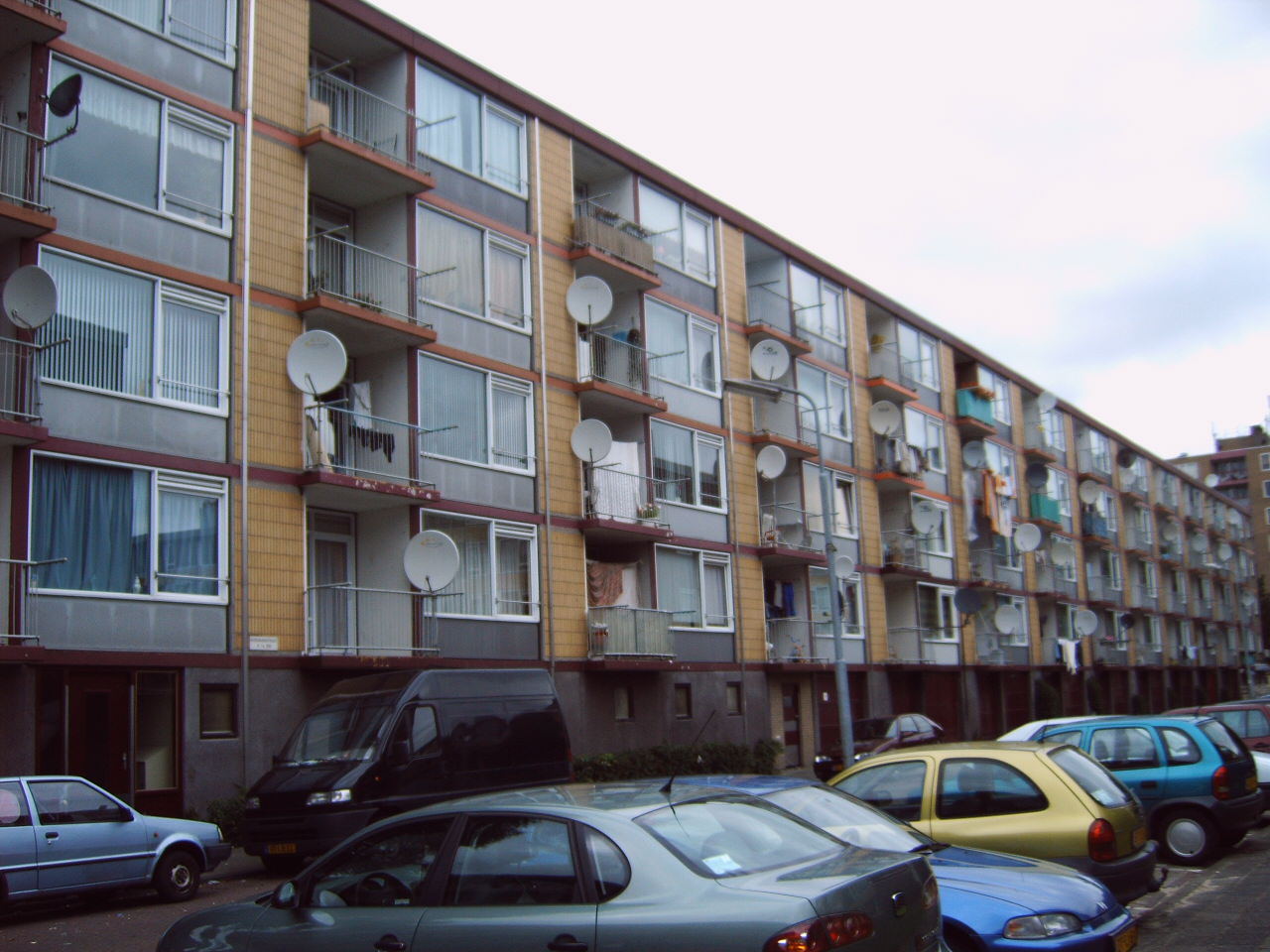
Schotelcity (Schüsselstadt) in Amsterdam. Der so genannte Antidiskriminierungsartikel wird oft mit der multikulturellen Gesellschaft in Bezug gesetzt.

Seit 1983 sind die Grundrechte, die zuvor in verschiedenen Teilen der Verfassung zu finden waren, in einem Grundrechtskatalog zusammengefasst. Er wurde an den Anfang des Grundgesetzes gestellt (Art. 1–23). Außerdem kamen damals einige weitere klassische und, erstmals, soziale Grundrechte hinzu. Bei klassischen Grundrechten ist dem Staat ein Eingreifen verboten, zum Beispiel ist eine Zensur nicht erlaubt. Soziale Grundrechte hingegen erfordern gerade ein Eingreifen des Staates; einige davon sind erzwingbar (das Recht auf Sozialhilfe, Art. 20, 2). Allerdings können beide Arten von Grundrechten miteinander verschränkt sein, so ist das soziale Grundrecht auf Freiheit der Wahl des Arbeitsplatzes auch ein klassisches Freiheitsrecht.
Trotzdem gibt es immer noch Grundrechte in anderen Teilen des Grundgesetzes, so die Kriegsdienstverweigerung aus Gewissensgründen (Art. 99). Auf die Außerkraftsetzung von Grundrechten bezieht sich u. a. der Artikel 103 über den Ausnahmezustand. Eingeschränkt werden die Grundrechte meist durch Ausführungs- und Zielbestimmungen, beispielsweise darf Artikel 8 (Vereinigungsfreiheit) im Interesse der öffentlichen Ordnung eingeschränkt werden. Es wird dann angegeben, welches Staatsorgan die Befugnis dazu hat, meist ist es der Gesetzgeber.
Die Verfassung beginnt mit dem vielzitierten Artikel 1, dem „Antidiskriminierungsartikel“:
Allen die zich in Nederland bevinden, worden in gelijke gevallen gelijk behandeld. Discriminatie wegens godsdienst, levensovertuiging, politieke gezindheid, ras, geslacht of op welke grond dan ook, is niet toegestaan.
Alle, die sich in den Niederlanden aufhalten, werden in gleichen Fällen gleich behandelt. Niemand darf wegen seiner religiösen, weltanschaulichen oder politischen Anschauungen, seiner Rasse, seines Geschlechtes oder aus anderen Gründen diskriminiert werden.
Dass zum Beispiel ein Streikrecht oder das Verbot der Folter nicht erwähnt werden, wurde bei der Reform 1983 von Regierungsseite damit begründet, dass bestimmte Ge- und Verbote bereits international oder durch Verträge geregelt sind. Ein Recht auf Ernährung fand die Regierung übertrieben.

### Regierung

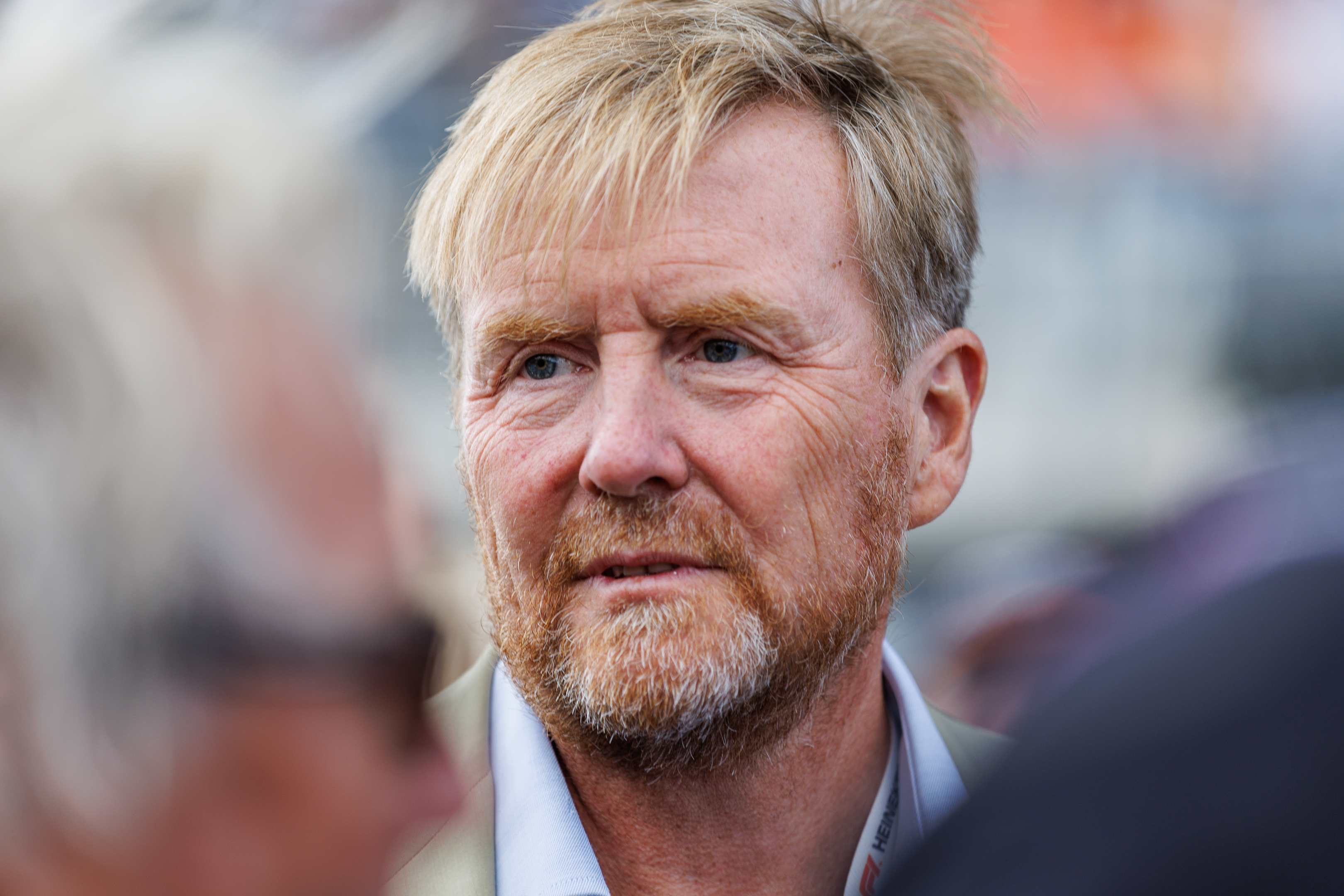
Willem-Alexander, König der Niederlande, Ururururenkel von Wilhelm I. Er ist ständiger Teil der Regierung.

Das zweite Kapitel, über die Regierung (regering), teilt sich in zwei Paragrafen, über den König (koning) (Art. 24–41) und über den König und die Minister (Art. 42–49).
Die Bestimmungen über den König befassen sich ausführlich mit der Thronfolge und ihren Eventualitäten, einschließlich der Frage einer Regentschaft, wenn ein Thronfolger aus Altersgründen noch nicht König sein kann. Artikel 24 zufolge geht die koningsschap durch Erbe auf die gesetzlichen Nachfolger von König Wilhelm I., Prinz von Oranien-Nassau, über.
Die Reform von 1983 hat eine Bestimmung beseitigt, der zufolge Söhne den Vorrang vor Töchtern haben. Trotz der detaillierten Regelungen, so Heringa und Zwart, fehlt eine Bestimmung für den Fall, dass der Thronfolger wegen körperlicher oder geistiger Gebrechen das Amt nicht ausüben kann. Sollte noch kein König bestimmt worden sein und auch noch kein Regent, dann übt der Staatsrat das Amt aus.
Zuvor konnte das Wort König in der Verfassung sowohl den König als Person (z. B. als Empfänger von Apanagen), den König als Teil der Regierung und den König als Synonym für die Regierung meinen; für den letzten Fall hat die Reform 1983 stattdessen das Wort Regierung eingesetzt.

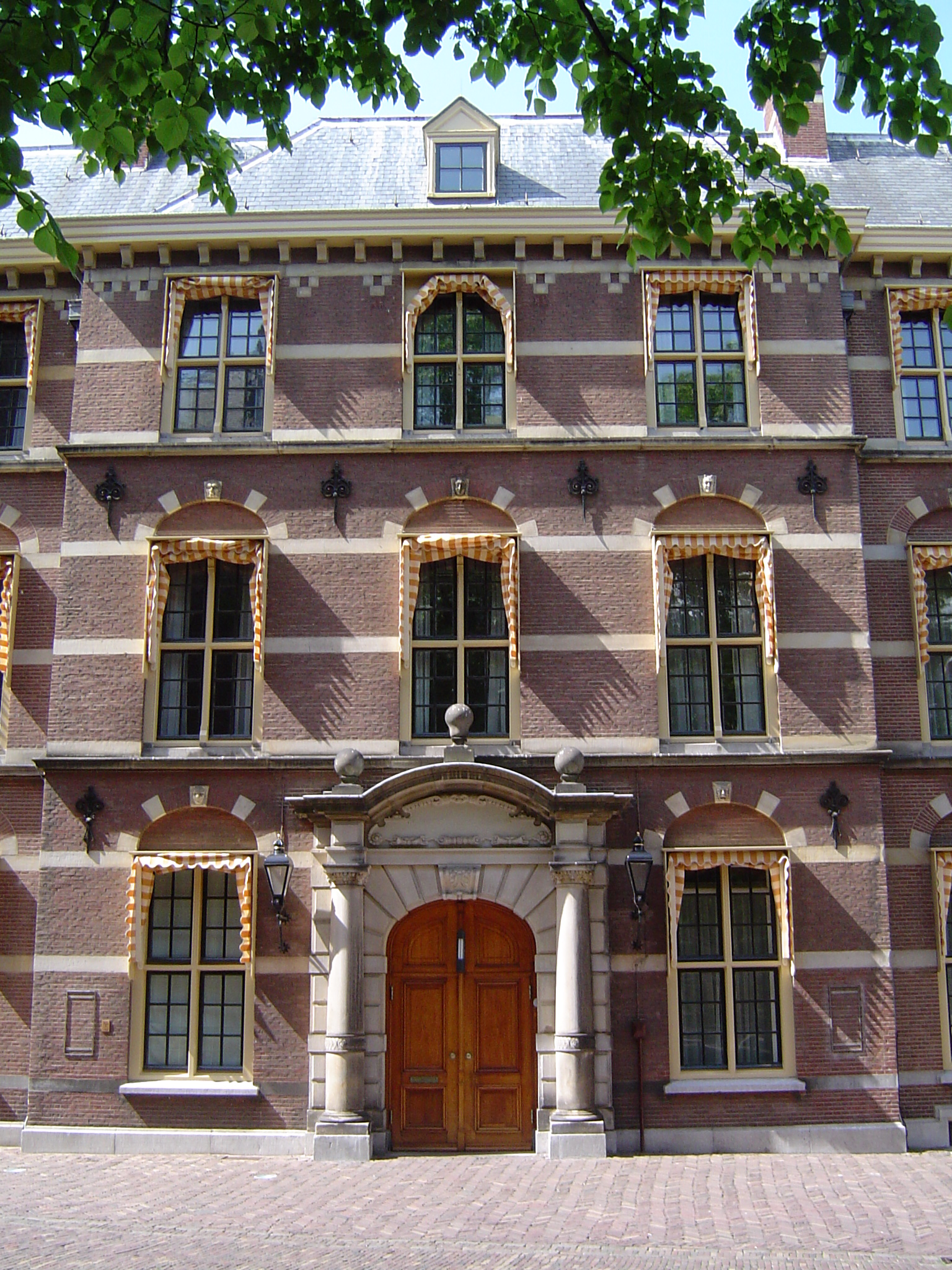
Ministerium für Allgemeine Angelegenheiten in Den Haag

Wenn die Einsetzung einer neuen Regierung nötig wurde, normalerweise nach Wahlen, ernannte der König einen informateur, der mit den Fraktionen spricht. Danach suchte ein ebenfalls vom König ernannter formateur eine Regierungsmannschaft zusammen. Manchmal handelte es sich dabei bereits um den späteren Ministerpräsidenten. Die kabinettsformatie gab Kritikern des Grundgesetzes und der Monarchie die größten Angriffspunkte. Seit 2012 ist es das Parlament, das diese Personen ernennt.
Der frühere Ausdruck, dass der König die Minister naar welgevallen (nach Wohlgefallen) ernennt und entlässt, wurde 1983 entfernt. Dennoch ist die Kabinettsbildung immer noch dasjenige Terrain, auf dem der König noch einige Freiheiten zur Steuerung hat. Der König ist ständiger Teil der Regierung. Normalerweise hat der Ministerpräsident einmal in der Woche ein Gespräch mit dem König bzw. der Königin. Das Grundgesetz gibt dem Parlament kein formelles Recht, die Regierung zu stürzen, allerdings wäre eine Regierung ohne Rückhalt in der Zweiten Kammer kaum handlungsfähig.

### Parlament

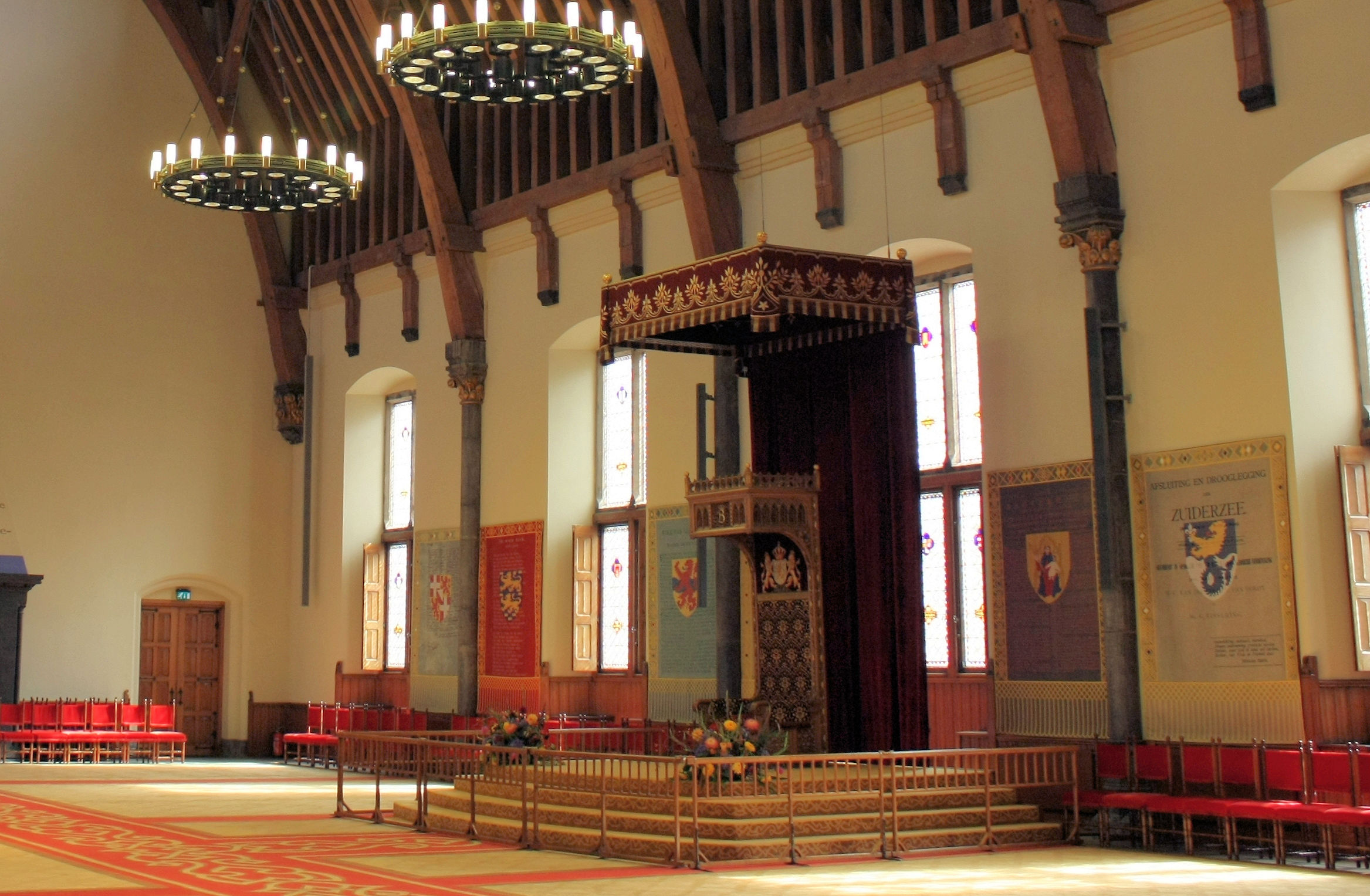
Thron im Rittersaal zu Den Haag. Im Rittersaal kommen einmal im Jahr, zum Prinsjesdag, beide Parlamentskammern zusammen, und der König verliest die Regierungserklärung.

Die Staten-Generaal (Generalstaaten oder Generalstände) mit ihren zwei Kammern bilden das Parlament der Niederlande (Art. 50–72). Wenn beide Kammern zusammen auftreten (in der Regel einmal im Jahr zum Prinsjesdag), nennt man dies Verenigde Vergadering (Vereinte Zusammenkunft). Das eigentliche Parlament, in dem Regierung und Abgeordnete miteinander agieren, ist die Tweede Kamer (Zweite Kammer). Artikel 53 schreibt Wahlen nach dem Verhältniswahlrecht vor.
Artikel 50 zufolge vertreten die Generalstaaten het gehele Nederlandse volk (das gesamte niederländische Volk). Dies wurde bereits 1814 aufgenommen, um den neuen Einheitsstaat gegenüber den alten, souveränen Provinzen abzugrenzen. Selbst die Erste Kammer, deren 75 Mitglieder von den provinciale staten gewählt werden, hat keine föderale Funktion (etwa die Belange der Provinzen zu vertreten). Die Erste Kammer ist politisch zurückhaltend und kann Gesetzesentwürfe (aus der Zweiten Kammer) akzeptieren oder ablehnen, aber nicht verändern.

### Staatsrat und weitere Einrichtungen

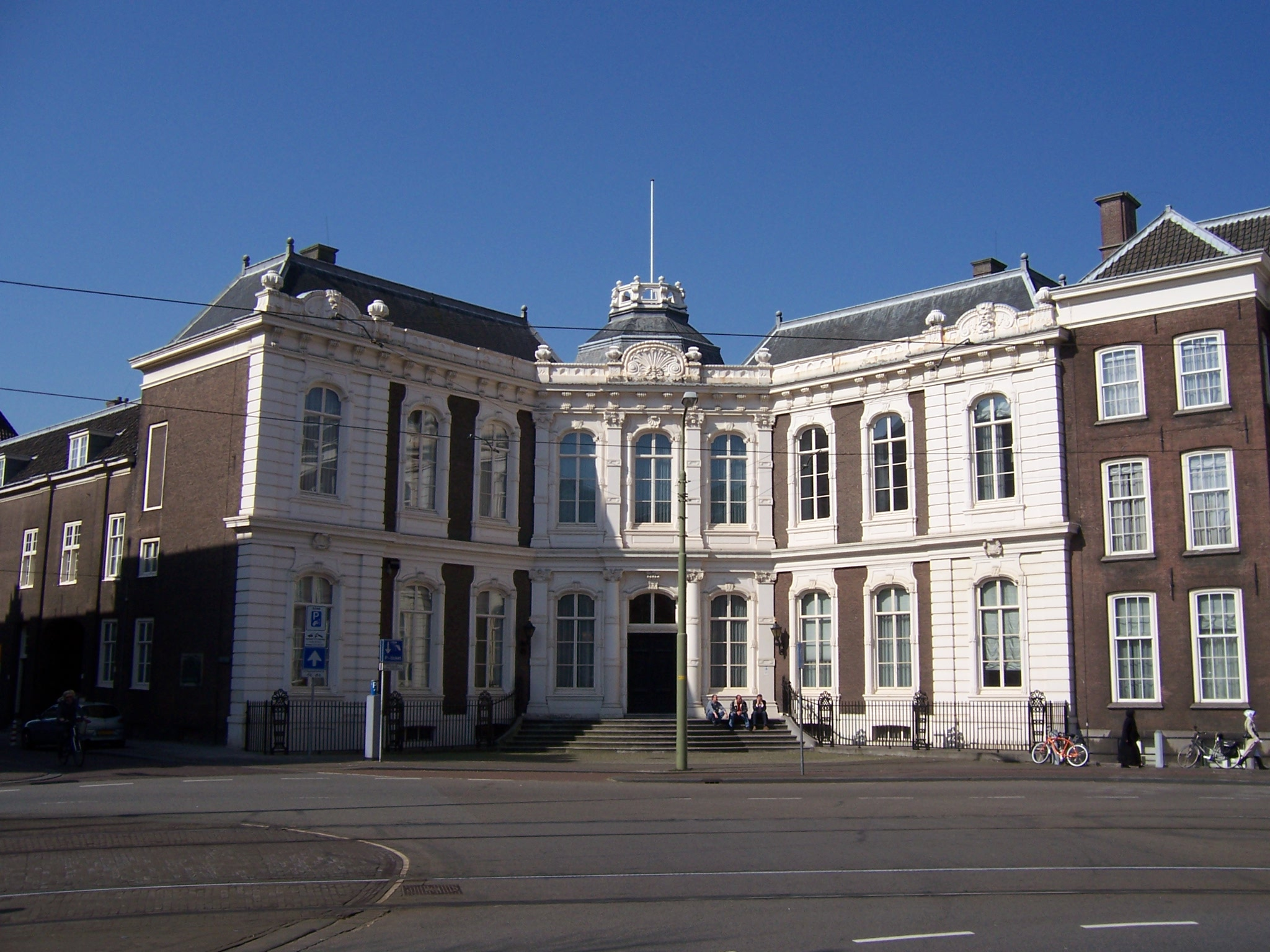
Gebäude des Staatsrates in Den Haag

Das vierte Kapitel handelt vom Raad van State (Staatsrat), die Algemene Rekenkamer (Allgemeine Rechenkammer) und vaste colleges van advies, das heißt ständige Beratungsgremien (Art. 73–80).
Die bedeutendste dieser Einrichtungen ist der Staatsrat, dessen drei Aufgaben in Artikel 73 beschrieben werden: erstens Ratschläge zu erteilen zu Gesetzesentwürfen, zweitens allgemeine Verwaltungsmaßnahmen zu entwerfen. Drittens hat der Staatsrat Aufgaben bei der allgemeinen Rechtsprechung, und zwar als Berufungsgericht, wenn ein Bürger sich von der Staatsverwaltung ungerecht behandelt fühlt.
Dem Staatsrat sitzt der König vor.

### Gesetzgebung und Verwaltung
Das Kapitel zu Wetgeving en bestuur regelt in einem ersten Paragrafen Gesetze und verbindliche Vorschriften, die das Reich erlässt (Art. 81–89). Im zweiten Paragrafen geht es um sonstige Bestimmungen (Art. 90–111).
Ein Initiativrecht für einen Gesetzesentwurf haben die Regierung und die Zweite Kammer; die Erste kann höchstens indirekt Einfluss nehmen (durch eine informelle Andeutung, ansonsten das gesamte Gesetz scheitern zu lassen). Erlassen werden Gesetze gemeinsam durch die Regierung und die Generalstaaten (Art. 81). Ein Gesetz muss schließlich vom König unterschrieben werden, gemeint ist mit König der „unangreifbare“ Teil der Regierung (onaantastbaar, „unverantwortlich“, er kann nicht strafrechtlich verfolgt werden). Dennoch fällt diese Handlung unter die ministerielle Verantwortlichkeit.

### Rechtsprechung

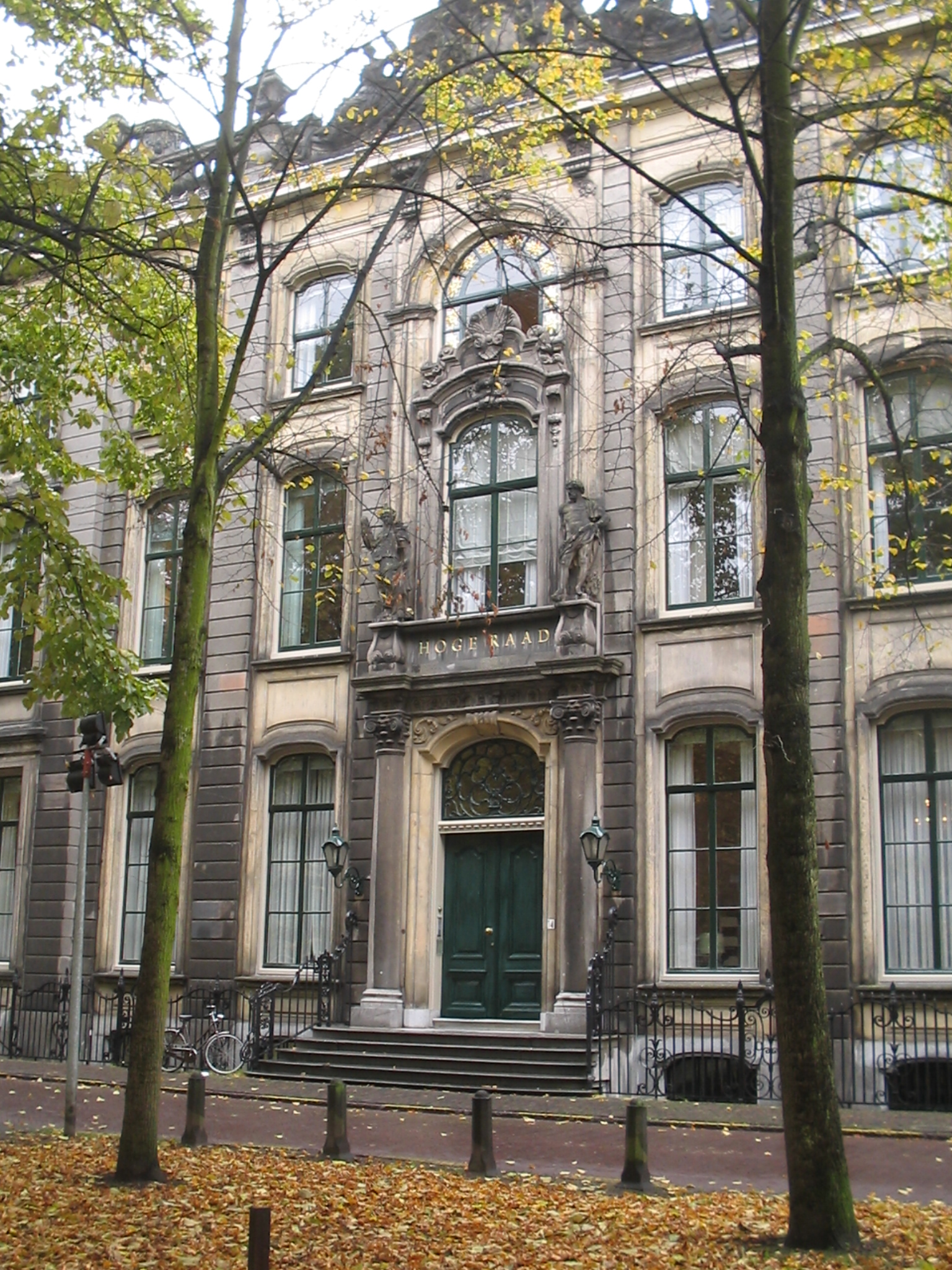
Gebäude des Hoge Raad in Den Haag, des höchsten niederländischen Gerichtes

Die Artikel 112 bis 122 (Kapitel 6) geben grundlegende Normen der Rechtsprechung wieder und lassen dem Gesetzgeber großen Freiraum zur Einrichtung und Zusammenstellung der Gerichte. Im Gegensatz zum Grundgesetz von 1972 wurde 1983 die Formulierung fallen gelassen, dass Recht „Im Namen des Königs“ gesprochen wird. Die Regierung fand die Einheitlichkeit der Rechtsprechung auch anderweitig gewährleistet.
Anders als zum Beispiel in Belgien oder in Deutschland gibt es in den Niederlanden keine Verfassungsgerichtsbarkeit. Artikel 120 besagt, dass ein Richter nicht die Verfassungsmäßigkeit von Gesetzen und Verträgen beurteilen darf. Ein anders lautender Vorstoß der staatscommissie Cals-Donner wurde von Regierung und Zweiter Kammer seinerzeit abgelehnt. Allerdings dürfen Richter die Gesetze dahingehend überprüfen, ob sie internationalen Verträgen entsprechen. Die Gesetze seien also nicht unverletzlich, so Heringa und Zwart. Begründet wird die mangelnde Verfassungsgerichtsbarkeit damit, dass das Urteil der Richter politischer Art sein könnte, was Richtern nicht zustehe.

### Provinzen, Gemeinden und Waterschappen

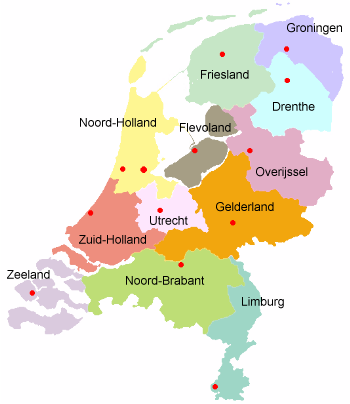
Provinzen der Niederlande

Kapitel 7 (Artikel 123–136) beschäftigt sich mit den Gebietskörperschaften, also Provinzen, Gemeinden, den waterschappen (Wasserverbände) und weiteren öffentlichen Körperschaften.
Provinzen und Gemeinden können einfach durch Gesetz errichtet oder aufgehoben werden (Art. 123), wobei die Formulierung es dem Parlament erlaubt, die Entscheidung über Grenzveränderungen zu delegieren.
1983 eröffnete der neugefasste Artikel 130 dem Gesetzgeber die Möglichkeit, auch ausländischen Einwohnern das kommunale Wahlrecht zu geben. 1986 durften diese erstmals an den Gemeinderatswahlen teilnehmen.

### Verfassungsänderungen und sonstige Artikel
Das Verfahren zur Änderung des Grundgesetzes ist in den Art. 137 bis 142 der Verfassung des Königreichs der Niederlande festgelegt; es ist seit 1848 nahezu unverändert geblieben. Zunächst bringt die Regierung oder die Zweite Kammer Gesetzentwürfe in die Zweite Kammer ein; informell spricht man von „erster Lesung“. Diese Gesetzentwürfe kündigen an, dass eine Grundgesetzänderung in Erwägung gezogen wird, sie werden wie andere Gesetzentwürfe auch behandelt. Bei Annahme der Entwürfe informiert darüber das Staatsblad.
Danach muss das Parlament aufgelöst werden, seit 1995 nur noch die Zweite Kammer. Die Niederländer erhalten durch Neuwahlen die Gelegenheit, über die Verfassungsänderungen abzustimmen. Nach Zusammentritt einer neuen Zweiten Kammer kommt es zu einer zweiten Lesung der Gesetzentwürfe, die abermals eingereicht werden. Um angenommen zu werden, brauchen die Entwürfe eine Zweidrittelmehrheit, sowohl in der Ersten als auch in der Zweiten Kammer. Geändert werden können sie in diesem Stadium nicht mehr. Nach Annahme durch beide Kammern werden sie durch königlichen Beschluss bekräftigt, verkündigt und treten in Kraft.
In der Praxis wird die Zweite Kammer nicht speziell für die Verfassungsänderung aufgelöst, sondern man wartet sowieso anstehende Kammerwahlen ab. Die Verfassungsänderungen gehen dabei im allgemeinen Wahlkampf unter. Eine Ausnahme war die vorgezogene Wahl von 1948 im Zusammenhang mit dem Indonesischen Unabhängigkeitskrieg. Folgerichtig kommen Verfassungsänderungen in zeitlicher Nähe zu Wahlen zustande. Da keine Fristen vorgeschrieben sind, kann die letztliche Bestätigung auch später stattfinden.
Am Ende der Verfassung (Art. I, Art. IX, Art. XIX) stehen einige Übergangs- und Schlussbestimmungen, beispielsweise, welche Formulierungen bei Staatshandlungen wie der Verkündigung der Gesetze verwendet werden müssen.

## Weiteres Verfassungsrecht

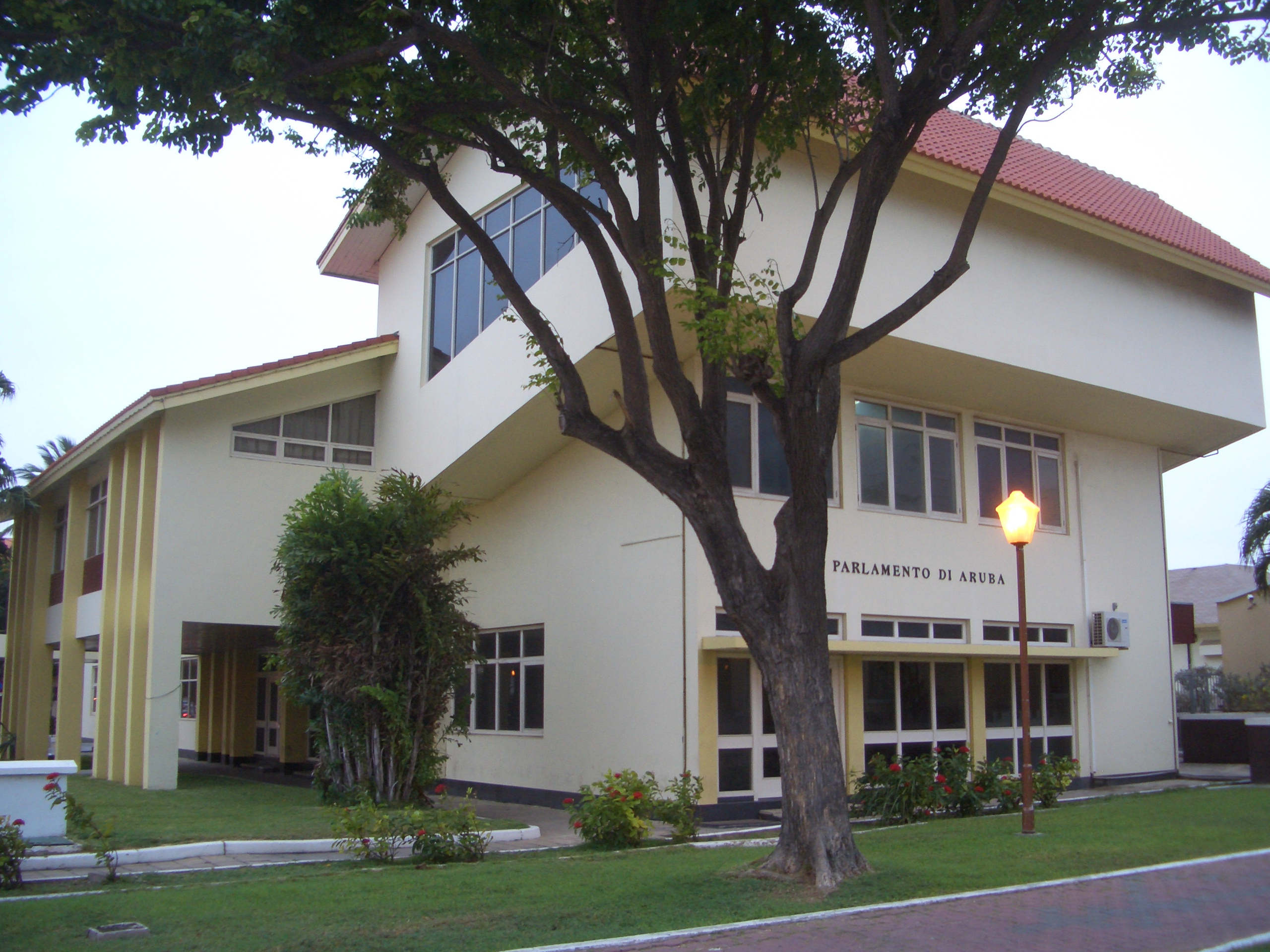
Parlamentsgebäude auf Aruba

Nicht zur Grondwet selbst gehört das Statuut voor het Koninkrijk der Nederlanden, das mit Gesetz vom 28. Oktober 1954 zustande kam. Seitdem bildeten die Niederlande, Surinam und die Niederländischen Antillen, unter dem Statut, das Königreich der Niederlande. Die Grondwet gilt in ihrer Gesamtheit nur für die Niederlande, einige ihrer Regelungen allerdings gelten auch für das Königreich der Niederlande insgesamt, beispielsweise die Nationalität.
Nach dem 20-jährigen Bestehen hat sich die Gliederung des Koninkrijks der Nederlanden mehrfach verändert: Surinam wurde 1975 unabhängig, Aruba 1986 aus den übrigen Antillen ausgegliedert. Die Niederländischen Antillen wurden 2010 ganz aufgehoben und in die autonomen Gebiete Sint Maarten und Curaçao sowie die an die Niederlande angeschlossenen BES-Inseln aufgeteilt. Das Königreich der Niederlande umfasst seitdem vier Länder: die überseeischen Gebiete Aruba, Curaçao und Sint Maarten sowie die Niederlande. Der niederländische Monarch ist auch König des Königreichs. Wenn das niederländische Kabinett über Themen verhandelt, die auch die drei karibischen Länder betreffen, so nehmen als Vertreter dieser Gebiete bevollmächtigte Minister (gevolmachtigde ministers) an den Kabinettssitzungen teil. Man spricht dann vom Rijksministerraad. Die bevollmächtigten Minister sind aber kein Teil des Kabinetts.
Des Weiteren wirken internationale Abkommen auf das niederländische Verfassungsrecht ein, wie die Europäische Menschenrechtskonvention von 1950/53. Auch das EU-Recht ist von großer Bedeutung. Über internationales Recht kam nicht nur eine richterliche Prüfung in das niederländische Staatsrecht: Erst seit 1983 ist die Todesstrafe verfassungsmäßig verboten, vorher nur durch einfaches Gesetz und internationale Abkommen.
Im Verhältnis zwischen Regierung und Parlament wirkt internes Recht, zum Beispiel die Konvention seit 1868, die Zweite Kammer nicht zweimal aus dem gleichen Grund auflösen zu lassen, oder dass die Regierung zuerst um Entlassung bittet und dann erst die Zweite Kammer aufgelöst wird. Tijn Kortmann zufolge läuft die Praxis darauf hinaus, dass ungeschriebenes Staatsrecht die Gebräuche sind, von denen die betroffenen Ämter gemeinsam behaupten, dass sie ungeschriebenes Recht seien. Allerdings habe die Nichtbefolgung solcher nicht normativen Gebräuche keine Rechtsfolgen.

## Einordnung
Als eine sehr alte Verfassung ist die Grondwet recht konservativ. Sie diente ursprünglich vor allem dazu, die Beziehungen zwischen König und Parlament zu regeln. Anders als in anderen Verfassungen westeuropäischer Monarchien, zum Beispiel Dänemark und Belgien, wurde auch nachträglich keine Volkssouveränität festgelegt. Ebenso unerwähnt bleibt ein Recht des Parlamentes, den Rücktritt der Regierung zu erzwingen. In der Grondwet kommen ferner die Begriffe „Demokratie“, „Bürger“ und „Partei“ nicht vor.
Die Grondwet hat keine Präambel und ist arm an Aussagen, die man als ideologisch deuten könnte. Dem am nächsten kommt der „Antidiskriminierungsartikel“ 1 von 1983, der naturgemäß vor allem von der politischen Linken zitiert wird.
Im Vergleich zu Deutschland oder den USA hat die niederländische Verfassung in der nationalen Symbolik eine eher untergeordnete Rolle, obwohl sie durchaus als ein historisch und juristisch bedeutsames Dokument gewürdigt wird. Anders als in Deutschland, Dänemark und einer Reihe von anderen Ländern ist auch kein Verfassungstag bekannt.